# Níjniaia Turà
Níjniaia Turà (en rus: Нижняя Тура) és una ciutat de l'óblast de Sverdlovsk, a Rússia, segons el cens del 2021 tenia 19.091 habitants.